# 댄버리 타이탄스
| 댄버리 타이탄스 |                                 |
| 설립연도        | 2015년                          |
| 해체연도        | 2017년                          |
| 역사            | 댄버리 타이탄스 (2015년~2017년) |
| 경기장          | 댄버리 아이스 아레나            |
| 연고지          | 코네티컷주 댄버리               |
| 상징색          | 파랑, 초록                      |
| 구단주          | 브루스 베넷 에드 크로           |
| 단장            | -                               |
| 감독            | 필 에스포지토                   |
| 정규시즌 우승   | 1 (2016년)                      |
| 플레이오프 우승 | -                               |
| 영구 결번       | -                               |

댄버리 타이탄스(Danbury Titans)는 미국 코네티컷주 댄버리를 연고지로 하는 FHL 소속 아이스 하키팀이다.

## 역대 홈경기장
| 경기장               | 사용기간      | 수용인원 | 장소              | 비고 |
| -------------------- | ------------- | -------- | ----------------- | ---- |
| 댄버리 타이탄스      |               |          |                   |      |
| 댄버리 아이스 아레나 | 2015년~2017년 | 3,000명  | 코네티컷주 댄버리 | 빈칸 |